# Matías Vecino
Matías Vecino Falero (Canelones, 25 de agosto de 1991) é um futebolista uruguaio que atua como volante. Atualmente joga na Lazio.

## Carreira

### Central Español
Vecino estreou pelo Central Español em 22 de agosto de 2010 em uma derrota por 1 a 0 diante o Club Atlético Bella Vista na Clausura da Primeira Divisão do Campeonato Uruguaio.
Na época seguinte, voltou aos gramados e marcou seu primeiro gol na carreira em 4 de abril de 2011, em uma goleada por 5 a 1 diante o Rampla Juniors Fútbol Club. Seis rodadas depois, na 14ª do Clausura, garantiu o empate aos 45 minutos do segundo tempo em uma partida contra o Club Atlético Peñarol.
Após conseguir a titularidade do seu clube formador já em 2010, quando tinha 19 anos, o atleta chamou a atenção positivamente e rapidamente deixou o Central para assinar com uma das equipes mais tradicionais do Uruguai mesmo tendo feito 32 partidas.

### Nacional
Assim que chegou ao Club Nacional de Football, o jogador encontrou certa dificuldade de encaixar na equipe. Em 2011, no ano que chegou, teve um pouco mais de minutagem sob o comando de Marcelo Gallardo, mas perdeu espaço após a saída do argentino do comando.
Na equipe, ficou até 2012, tendo entrado em campo no Campeonato Uruguaio, na Libertadores de 2011 e na Sul-Americana do ano seguinte. Em tais competições, só não estufou as redes pela Libertadores e concluiu sua passagem breve no clube com 25 partidas e cinco gols marcados e um título do Campeonato Uruguaio.

### Fiorentina
Em novembro de 2012, Vecino assinou um vínculo de quatro anos com a Fiorentina. Todavia, por falta de um Passaporte Comunitário, o uruguaio não pôde fazer nenhuma partida pelo time italiano e só teve sua transferência devidamente anunciada no oitavo mês de 2013.
Assim que assinou em definitivo, estreou com a equipe no mês seguinte para jogar 12 minutos em uma derrota para Inter de Milão na quinta rodada da Serie A de 2013–14.
Ele novamente enfrentou dificuldades de se firmar na equipe, e então foi emprestado assim que a janela de transferências foi aberta em janeiro de 2014.

### Cagliari (empréstimo)
Após assinar o empréstimo,  Matías fizera apenas três jogos a mais que no seu antigo clube. Contudo, balançou as redes nas rodadas 26 e 27 em partidas diante a Udinese Calcio e o Calcio Catania.
Ao fim do período de empréstimo, o jogador retornou ao vínculo da Fiorentina e foi novamente emprestado.

### Empoli (empréstimo)
Em mais uma temporada, Matías assinou com o Empoli Football Club que viria a ter um elenco com futuros jogadores de equipes tradicionais de seus países. Junto dele, chegou o seu compatriota Diego Laxalt. Ambos dividiram elenco com Mário Rui, Elseid Hysaj, Piotr Zieliński e Simone Verdi. Todos esse que futuramente viriam a vestir a camisa do Napoli. O treinador do Empoli naquela ocasião era Maurizio Sarri, que também seria comandante da equipe napolitana.
Apesar da equipe jovem e que viria a alcançar equipes mais ambiciosas no futuro, o clube não brigou por nada além de uma vaga na Série A da edição posterior. O time teve um início ruim, já que venceu apenas um jogo em dez partidas do Campeonato Italiano, e concluiu sua passagem na Competição na singela 14ª colocação. Vecino contribuiu com dois gols e três assistências. Na Coppa Italia, deu uma assistência para Verdi empatar o jogo diante a Roma. A equipe da capital, no entanto, reverteu o placar na prorrogação e eliminou os oponentes nas oitavas de final.

### Fiorentina (retorno)

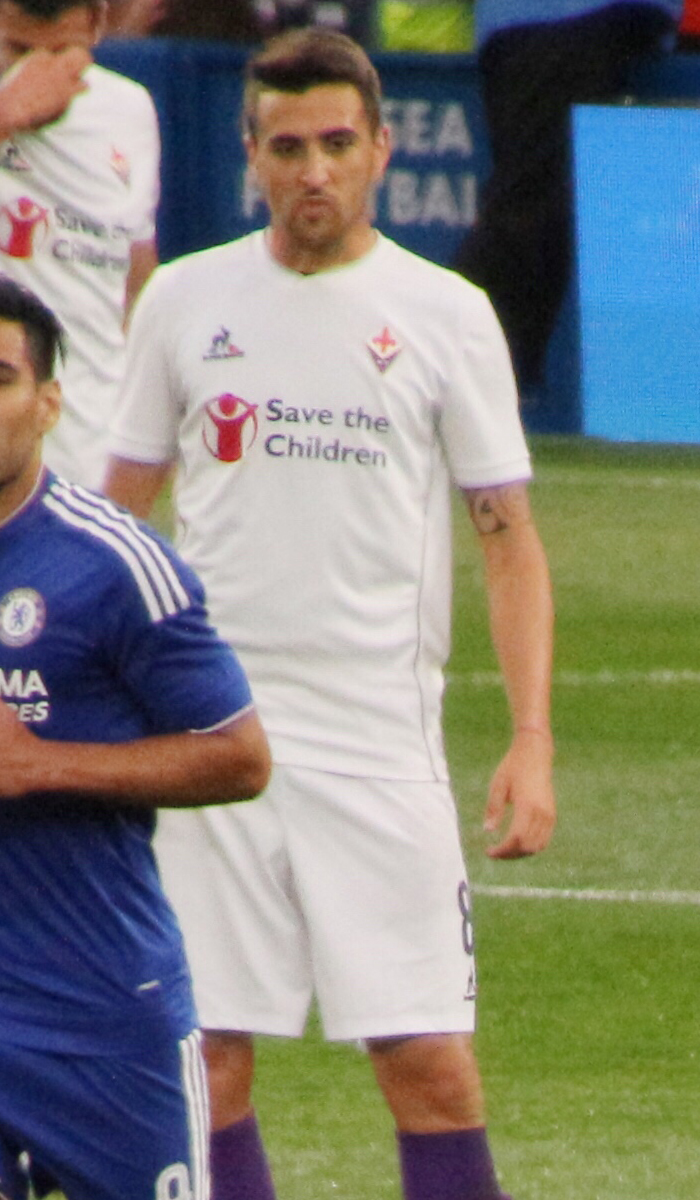
Vecino pela Fiorentina em 2015.

Retornando à Fiorentina, o atleta passou a ter muito mais espaço na equipe, recebendo muitas oportunidades na Serie A de 2015–16. Em 30 partidas, participou de dois gols, sendo ambos na mesma partida contra a Lazio na rodada que encerrou a Liga Italiana. O jogo também marcou a despedida de Miroslav Klose do clube, tendo o Artilheiro das Copas do Mundo marcado um tento de pênalti na reta final do jogo.
Na Serie A de 2016–17, aumentou em um o número de gols e de jogos. Segundo doblete aconteceu na 32ª rodada, quando abriu o placar e posteriormente virou o jogo contra a Inter de Milão. Khouma Babacar ampliou o placar para 5 a 2, mas Mauro Icardi completou seu hat-trick deixando o placar em 5 a 4. Seu último gol ocorreu novamente na última rodada. O seu time perdia por 2 a 1 e coube a Borja Valero dar uma assistência para Matías empatar o placar aos 85 minutos diante o Pescara.
Vecino também disputou a Coppa Italia, mas seus desempenhos na Competição foram modestos, nunca tendo passado das quartas de final. O jogador também obteve jogos na Liga Europa em suas duas últimas épocas, onde marcou de um gol  contra o Qarabağ Futbol Klubu em 2016 na Fase de grupos.
Em ambas as edições, a Viola foi eliminada nos 16 avos. Em 2015–16, o time não venceu nenhum dos dois jogos contra o Tottenham e deixaram a competição tão precocemente quanto no ano posterior, onde padeceram para o Borussia Mönchengladbach após vencerem o jogo inicial por 1 a 0.
O jogador chegou a uma positiva marca de seis gols em 78 partidas desde o seu retorno. O jogador foi um dos positivos destaque da Viola nesse período e o clube tratou de vendê-lo por 24 milhões de euros ao fim da época 2016–17.

### Inter de Milão
Em 1 de agosto de 2017, o jogador assinou por quatro temporadas com a Internazionale. Sua chegada foi elogiada por Borja Valero, que foi companheiro dele na Viola, e também por Álvaro Recoba, ex-jogador da Inter e seu antigo colega de Nacional. Em entrevista, o jovem uruguaio de 25 afirmou sobre o acordo:
| “                                   | Estou felicíssimo de estar em Milão. É um desafio muito importante para mim. Já começarei a trabalhar com a equipe neste domingo e espero iniciar bem. Estou na Itália há alguns anos e creio que tenho a experiência e a idade justas para fazer um trabalho positivo. Espero ser digno desta grande camisa. | ” |
| — Vecino sobre assinar com a Inter. | |   |

No clube e Milão, o jogador estreou oficialmente contra a Fiorentina na primeira rodada da Série A de 2017–18. Na partida seguinte, viria a fazer seu primeiro, de três, gols em uma equipe da capital da Itália. Contra a Roma, recebeu um cruzamento de Ivan Perišić e marcou o último gol na vitória por 3 a 1 de virada. Na 21ª rodada, após Alisson Becker dar uma assistência para Stephan El Shaarawy abrir o placar diante o mesmo adversário, Vecino empatou o jogo com um tento de cabeça após cruzamento de Marcelo Brozović aos 86 minutos. O jogador novamente marcou um gol diante a Lazio na partida de encerramento da Liga.
Disputando a Série A de 2018–19, participou de quatro gols; sendo decisivo nos clássicos contra o Milan. No primeiro turno, acertou um cruzamento que culminou em um gol de cabeça de Mauro Icardi nos acréscimos do segundo tempo. A partida terminou 1 a 0 para o clube azul da cidade.
Na 25 rodada, fizera uma Lei do ex após receber um passe de Radja Nainggolan e empatar o jogo contra a Viola em 1 a 1. A partida seguiu e terminou empatada em 3 a 3, sem mais participações do uruguaio. Três jogos depois, abriu o placar contra o AC Milan em uma partida que terminou 3 a 2 para seu clube. Pela 32ª jornada, fechou a vitória por 3 a 1 diante o Frosinone Calcio nos acréscimos do segundo tempo.
Vecino viria a ter uma Série A de 2019–20 muito encurtada por conta de lesões. Em outubro, perdeu duas partidas por conta de um problema muscular, mas marcou seu primeiro gol, diante o Hellas Verona, no mês seguinte na 12ª rodada. Antes de se recuperar de uma lesão no menisco ocorrida em julho de 2020, Matías novamente venceu o goleiro do Milan em uma vitória por 4 a 2 em fevereiro.
Depois de poucos jogos em retorno ao problema no menisco, Vecino tivera de deixar o clube por conta de um novo problema no joelho. O tratamento foi longo e o atleta só retornou aos gramados no terceiro mês de 2021.
Quando retornou se lesão, o jogador notou que a equipe já tinha encontrado um trio de meio-campistas muito eficaz. Stefano Sensi, Christian Eriksen e Marcelo Brozović estavam frequentemente entre os 11 titulares na ausência do uruguaio, tendo sido ocasionalmente substituídos por Nicolò Barella em determinadas oportunidades. De tal modo, Vecino passou a ter menos oportunidades ao longo dos anos. Ao retornar, Vecino contemplou uma equipe mais eficaz e marcou um gol diante a Roma na 36 rodada. Ao fim da Liga, a Inter vencera o Campeonato quebrando a hegemonia da Velha Senhora.
Depois do título, Vecino passou a ter poucas oportunidades no elenco azul e preto. Na Série A de 2021–22, fizera somente 17 partidas, tendo chegado a marca de 90 minutos apenas uma vez. Em tal jogo, participou de um dos seis gols na goleada da Inter diante o Bologna na 4ª rodada.
Vecino disputou a Coppa Itália nas oportunidades em que esteve sob contrato com a Inter, mas só marcou um gol durante todo o período. Na ocasião, acertou o gol do Pordenone Calcio em uma disputa por pênaltis na rodada inicial da competição em 2017. Apesar de ter ficado até 2022 na equipe, só chegou na final uma vez, onde venceu o título. Em tal jogo, Matías sequer entrou em campo por estar lesionado, mas comemorou a medalha de campeão assim que eles derrotaram a Juventus na prorrogação em seu último ano no clube.
No mesmo ano, o jogador novamente não esteve em campo na decisão da Supercopa da Itália. Ele foi um suplente não utilizado por opção do treinador, e viu os companheiros vencerem a Velha Senhora na prorrogação por 2 a 1.
Em quatro oportunidades, Vecino contemplou a Inter disputar a Liga dos Campeões da UEFA. Em sua estreia, estufou as redes do Tottenham em uma vitória por 2 a 1 em 2018. Um ano depois, novamente fazendo o seu primeiro jogo na competição, marcou um tento na derrota por 3 a 2 contra o Borussia Dortmund.
Nas vezes que esteve em campo, só viu a Inter passar da Fase de Grupos uma vez. Pela Liga dos Campeões da UEFA de 2021–22, jogou quatro jogos e esteve em campo na eliminação do seu clube diante o Liverpool em Anfield.
Vecino também contemplou seu clube disputar a Liga Europa em duas chances. Na primeira vez, em 2019, a equipe tinha ficado em terceiro lugar na Fase de Grupos da Champions e isso os levou a estar nos 16 avos da competição de Segundo Escalão Europeu. Após vencerem o jogo de ida por 1 a 0, Vecino foi um dos jogadores a marcar na vitória por 4 a 0 diante o Rapid Wien na partida de volta. A equipe viria a ser eliminada na fase posterior contra o Eintracht Frankfurt.
Em 2020, o clube novamente começou a competição aos 16 avos, onde Vecino jogou 90 minutos contra o PFK Ludogorets na partida de ida. Após sequer entrar em capo por ser suplente na volta, o atleta sofreu uma forte lesão no joelho e deixou de estar apto para mais jogos. O clube vencera os demais jogos e rumou à Final contra o Sevilla. Os espanhóis, no entanto, venceram a partida por 3 a 2.

### Lazio
Assim que seu contrato com a Inter se encerrou, Vecino assinou por três temporadas com a Società Sportiva Lazio em agosto de 2022.

## Seleção

### Uruguai

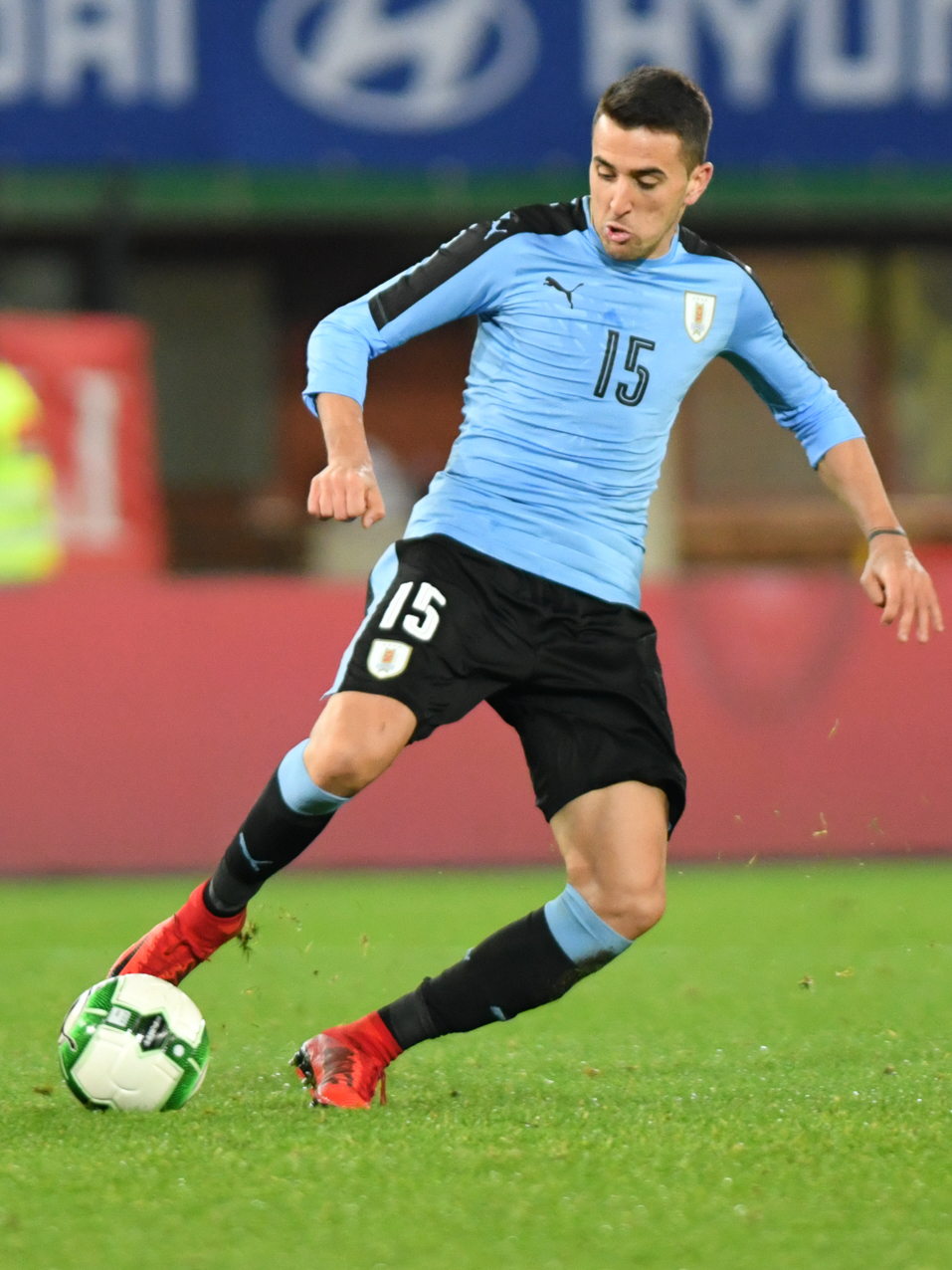
Vecino em 2017.

Estreou pela Seleção Uruguaia principal no dia 25 de março de 2016, contra o Brasil, em partida válida pelas Eliminatórias da Copa do Mundo FIFA de 2018. Seguindo, Vecino tornou-se uma figura frequente nas convocações desde sua estreia, o médio chegou a marcar seu primeiro gol já na terceira partida – em um amistoso contra a Seleção Trinitária de Futebol.

#### Copa América 2016
Após o gol, foi convocado por Óscar Tabárez para disputa da Copa América Centenário, onde ficou no Grupo C com sua seleção. Lá, estreou no primeiro jogo contra o México e foi expulso após levar o segundo cartão amarelo aos 45 minutos do primeiro tempo.
Ele voltou só na terceira partida da competição, após cumprir suspensão, e contemplou a única vitória de sua equipe na Copa América. Com apenas três pontos, o time não conquistou um número necessário na pontuação para avançar à próxima fase.

#### Copa do Mundo de 2018

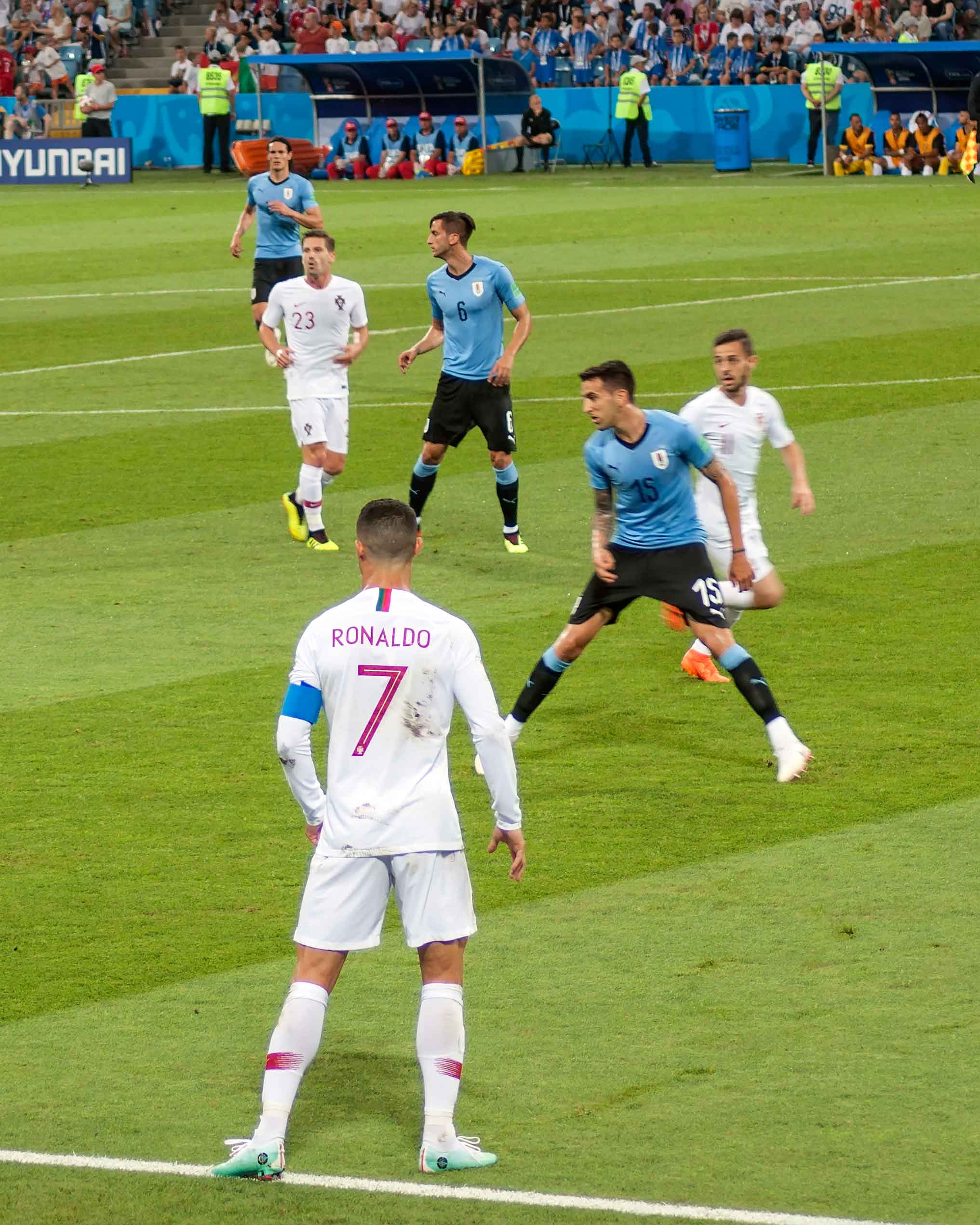
Vecino (camisa 15) em campo pela Copa do Mundo.

Vecino participou ativamente do ciclo que levou o Uruguai a uma disputa de mais uma Copa do Mundo. Com isso, foi convocado novamente por Tabárez e entrou em campo, pela primeira vez na competição, contra o Egito em partida válida pelo Grupo A.
Após derrotarem todos os times na Fase de Grupos, Vecino foi titular por 90 minutos em uma vitória diante a Seleção Portuguesa de Cristiano Ronaldo. O clube rumou às quartas de final, onde enfrentariam a França, mas os franceses impediram o sonho do título eliminando os sul-americanos pelo placar de 2 a 0.

#### Copa América 2019
Após o insucesso na Copa do Mundo, Vecino permaneceu entre os convocados para os jogos amistosos da Copa da China, onde chegou a marcar um gol diante a Tailândia e a Coreia do Sul e esteve novamente entre os convocados de Tabárez para disputa da Copa América de 2019. Mas lá só fizera uma partida, a da estreia, pois se lesionou contra o Equador e deu espaço para Federico Valverde entrar em seu lugar.

#### Copa América 2021
Tabárez novamente chamou Vecino para estar em campo na Copa América de 2021, e lá o jogador foi uma peça importante na campanha ao evitar que o país fosse eliminado já na primeira fase. Ao 86 minutos, coube a Matías contribuir com uma assistência de cabeça para o chute de Luis Suárez que garantiu o empate em 1 a 1 diante o Chile na segunda rodada.
Os uruguaios vieram a vencer os próximos dois jogos, mas padeceram diante a Colômbia nos pênaltis nas quartas de final – mesma fase, e circunstância, de onde foram eliminados em 2019.

#### Copa do Mundo de 2022

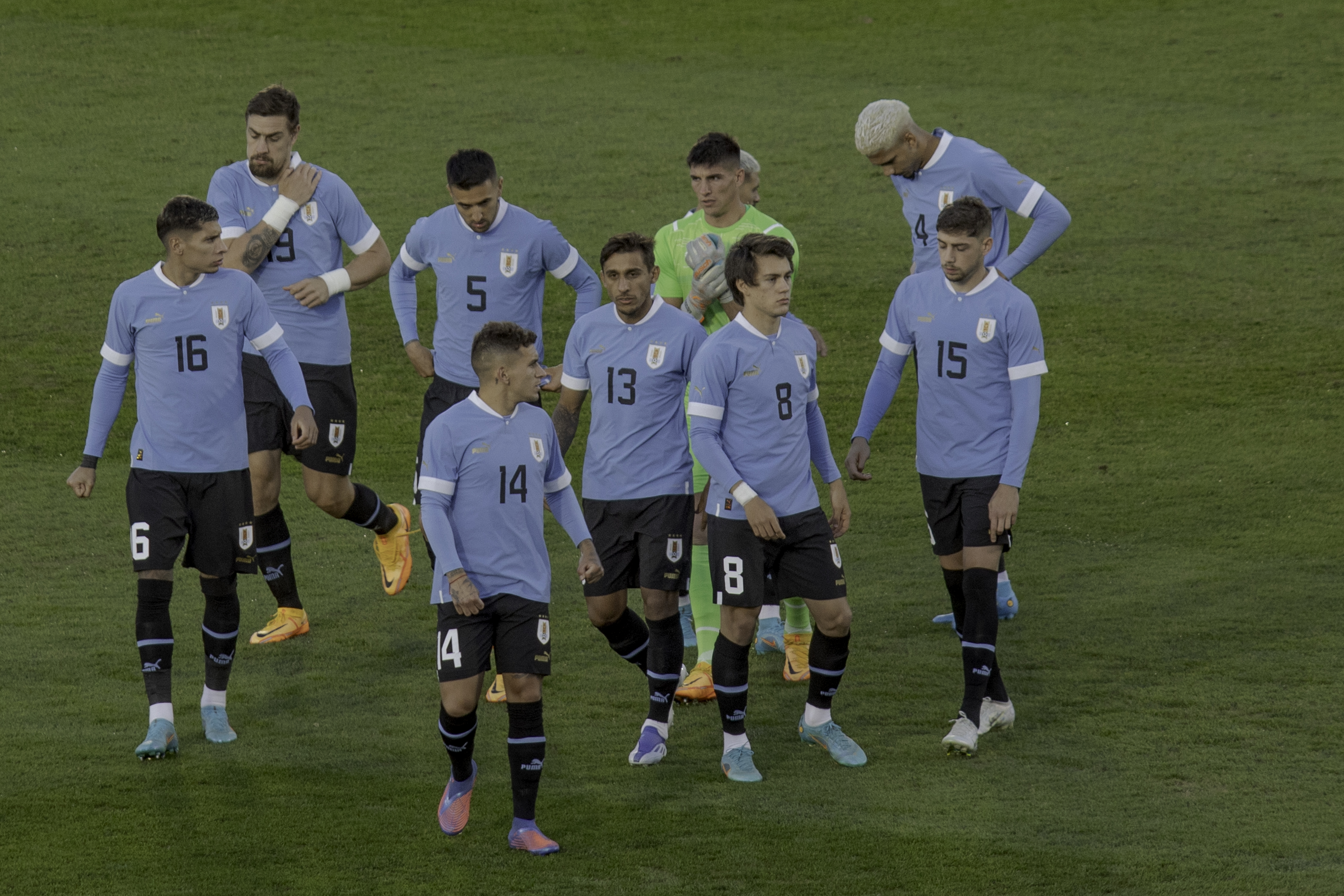
O elenco do Uruguai em 2022 em amistoso.

Mesmo após a saída de Tabárez do comando do Uruguai, Vecino foi convocado regularmente por Diego Alonso e marcou novamente em um amistoso, dessa vez contra o México em 2022. A partir disso, mesmo que não tivesse o mesmo espaço de outrora, continuou na delegação para Copa do Mundo de 2022.
A campanha do país lá, porém, foi muito modesta. Em três partidas, empataram com a Coreia do Sul, perderam para Portugal e venceram Gana, mas os quatro pontos não foram o suficiente para levá-los ás oitavas de final.
Depois desse breve período sob o comando de Alonso, o atleta foi convocado para dois amistosos em 2023 sendo chamado por Marcelo Broli. Lá, fizera um gol contra os sul-coreanos. Depois desse treinador, assumiu Marcelo Bielsa em maio e o meio-campista passou a ter menos oportunidades com ele. Com poucos jogos nas Eliminatórias para Copa de 2026, o atleta chegou até mesmo a ficar de fora dos convocados da Copa América de 2024, onde o argentino ainda era o comandante.
Em 27 de maio de 2024, após 69 partidas com a Seleção Uruguaia, Vecino anunciou que estava renunciando à sua Seleção por motivos pessoais.

## Títulos
Nacional
- Campeonato Uruguaio: 2011–12

Internazionale
- Campeonato Italiano: 2020–21[82]
- Supercopa da Itália: 2021[83]
- Coppa Italia: 2021–22

Seleção Uruguaia
- Copa da China: 2018, 2019